# Gösta Sahlén
Gösta Vilhelm Sahlén, född 13 augusti 1905 i Hällaryds församling i Blekinge län, död 3 juni 1991 i Slottsstadens församling i Malmöhus län, var en svensk militär.

## Biografi
Sahlén avlade officersexamen vid Kungliga Krigsskolan 1929 och utnämndes samma år till fänrik vid Kronobergs regemente, varefter han befordrades till löjtnant 1933. Han studerade vid Krigshögskolan (KHS) 1937–1939, tjänstgjorde som frivillig i vinterkriget i Finland 1939–1940 och befordrades till kapten i trängtrupperna 1940, varefter han 1942–1945 var lärare vid KHS. År 1947 befordrades han till major och var åter lärare vid KHS 1947–1953. Under 1951 utbildade han sig vid Försvarshögskolan och befordrades samma år till överstelöjtnant. Han tjänstgjorde vid Norrbottens regemente 1953–1955, befordrades 1955 till överste och var 1955–1958 kommendant på Bodens fästning tillika befälhavare för Bodens försvarsområde. Åren 1958–1963 var han chef för Norra Smålands regemente.
Sahlén invaldes som ledamot av Kungliga Krigsvetenskapsakademien 1955.
Han var svärson till Knut Delin.

## Utmärkelser
- Riddare av Svärdsorden, 1948.[5]
- Riddare av Vasaorden, 1953.[6]
- Kommendör av Svärdsorden, 1959.[7]